# Der Fall des Staatsanwalts M …
Der Fall des Staatsanwalts M … ist ein gut zweistündiges, deutsches Stummfilmmelodram aus dem Jahre 1928 von Rudolf Meinert mit der Italienerin Maria Jacobini, dem Franzosen Jean Angelo und dem Briten Warwick Ward in den Hauptrollen. Die Geschichte basiert auf dem Theaterstück Wera Mirzewa von Michail Arsibaschew.

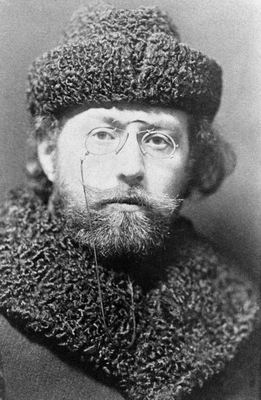
Vorlageautor Michail Arsibaschew (um 1905)

## Handlung
Im alten Russland. Wera Mirzewa ist mit dem Staatsanwalt Mirzew verheiratet und glaubt in ihrer krankhaften Eifersucht zu Unrecht, dass dieser ein Verhältnis mit seiner früheren Geliebten Sinaida Koljawa, einer Sängerin, aufgebaut habe. Der charakterlose Glücksritter Schegin macht sich diesen Umstand zunutze, indem er sich das Vertrauen Weras erschleicht und sie in ihrer Eifersucht noch bestärkt. Sein Ziel ist es, dass Wera, von Haus aus vermögend, sich von ihrem Gatten trennt und dann anschließend ihn heiratet. Er folgt ihr nach Italien und umgarnt sie nach allen Regeln der Kunst. Tatsächlich hat er damit Erfolg, Wera verliebt sich in ihn. Der skrupellose Schegin erhofft sich, Wera nach der ein großer Streit zwischen Wera und Schegin aus, als dieser von ihr bereits jetzt eine große Geldsumme verlangt. Sollte sie seinem Wunsch nicht nachkommen, so Schegin, werde er ihre Liebesbriefe ihrem Noch-Gatten übergeben. Angewidert will Wera gehen, da ufert der Streit in einem Handgemenge aus.
Wera sieht keine andere Wahl, als nach einem auf dem Tisch liegenden Revolver zu greifen und erschießt ihren manipulativen Liebhaber. In Panik greift Wera nicht nur nach den belastenden Briefen, sondern nimmt zugleich ein Bündel Aktien an sich, die Schegin am selben Tag seiner bisherigen Freundin abgepresst hatte. Der Verlust der Aktien fällt der Polizei auf, und man nimmt an, dass der alte, verkommene Poljarin, ein Freund Schegins, die Wertpapiere an sich genommen hat. Poljarin soll des Mordes angeklagt werden. Doch dem mit den Ermittlungen beauftragte Staatsanwalt Mirzew kommt bald kommt der Verdacht auf, dass seine Frau etwas mit dem Mord zu tun haben könnte. Schließlich bleibt ihm nichts anderes übrig, als Anklage gegen seine Gattin zu erheben, legt allerdings gleich danach sein Amt nieder. Der Prozess läuft anders als erwartet, und Wera wird von den Geschworenen freigesprochen. Seelisch geläutert wenn auch emotional vollkommen erschöpft, taumelt sie aus dem Gerichtssaal und sinkt in die Arme ihres Gatten nieder. Beide wollen fortgehen und in der Fremde es noch einmal miteinander versuchen.

## Produktionsnotizen
Gedreht zwischen dem 4. Dezember 1927 und dem 15. Februar 1928 im Filmstudio Berlin-Staaken, passierte Der Fall des Staatsanwalts M … die Filmzensur am 22. Februar 1928 und wurde am 4. Oktober desselben Jahres im Berliner Mozartsaal uraufgeführt. Der Siebenakter besaß eine Länge von 3694 Meter. In Österreich lief der Film unter dem Titel Wera Mirzewa.
Robert A. Dietrich entwarf die Filmbauten.

## Kritiken
Die Bewertungen des Films und seiner an ihm Beteiligten fielen äußerst unterschiedlich aus. Nachfolgend fünf Beispiele:
Friedrich Porges war voll des Loebes und schrieb in Wiens Der Tag: „Die Filmbearbeiter sind nicht nur in den Zwischenspielen und in der notwendigen Erweiterung der zur Lösung führenden Handlung vom Bühnenstück abgewichen. Im Ganzen haben sie den Aufbau des Dramas beibehalten und seine Steigerung auch auf den Film übertragen. (…) Maria Jacobini dokumentiert sich als die große Tragödin des Films. Sie hat Augenblicke des Spiels, die an das Asta Nielsens erinnern. Sie formt die Gestalt der Wera Mirzewa aus edelstem Material und mit vornehmsten Mitteln. Jean Angelo darf wohl als der gediegenste Darsteller der Rollen gereifter Männer gelten. Sein Staatsanwalt hat menschliche Würde und ist von lächerlicher Beamtenwürde frei. Der dritte im Bunde der großen Könner ist Warwick Ward. Er ist der geborene Bösewicht, nicht bloß der Visage nach; ihm sitzt der Lumpenkerl in der Seele. Nicht immer sind Verfilmungen von Theaterstücken glücklich und erfolgreich. Die Verfilmung der ‚Wera Mirzewa‘ ist ausgezeichnet!“.
Die kommunistische Rote Fahne kam zu einem ganz anderen Schluss und sah schon das dem Film zugrunde liegende Bühnenwerk als ein „Stück von hohler Theatralik“ an: „Der Film ist nicht viel besser. Der Anfang schleppt sich mühselig hin und eine bleierne Langeweile lagert sich über den Zuschauer.“ Über die Hauptdarstellerin heißt es allerdings: „Gerettet wird jedoch der Film hauptsächlich durch das ganz ausgezeichnete Spiel der Hauptdarstellerin Maria Jakobini [sic!], die namentlich in den Szenen nach dem Morde von starker Wirkung ist. Auch die übrigen Mitwirkenden sind besser als das Stück, zu dem sie verdammt sind, und besser als die Regie.“
In Wiens Die Stunde war zu lesen: „… man muß sagen, daß die Bearbeiter des Dramas eine überaus glückliche Hand beweisen und daß sie es verstanden haben, die Wirkungen des Vorwurfes im Film noch zu verstärken. (…) Der Film ist ganz fabelhaft gespielt. Maria Jakobinis [sic!] Darstellung der Mirzewa ist eine Meisterleistung. Nicht minder genial sind ihre Partner Jean Angelo und Warwick Ward. Suggestiv wirken diese drei Menschen und ihr Spiel und es gibt keinen Augenblick, in dem diese unmittelbare Wirkung nachläßt. Rudolf Meinert, der Regisseur, hat beste Arbeit getan.“.
Das Kleine Blatt bekrittelte vor allem die Regieleistung Meinerts. Hier heißt es: „Der Schwede Stiller hat es zustandegebracht, einen kaum weniger kolportagehaften Stoff zu einem künstlerischen Filmwerk zu gestalten (‚Geständnisse einer Frau‘). Der Regisseur der ‚Wera Mirzewa‘, Rudolf Meinert, bringt es über schwache Ansätze einer Beseelung des Stoffes nicht hinaus. Er arbeitet in recht altmodischer Art, seine Bildfolge ist unruhig und zerrissen, seine Spielführung theatralisch.“ Nicht sehr viel besser kam Maria Jacobini weg: „sie hat Augenblicke, in denen sie durch seelische Ausdruck ergreift; aber das sind nur Augenblicke; im Allgemeinen wirkt ihr Spiel theaterhaft pathetisch. Jean Angelo zeigt als Staatsanwalt gute Haltung; Warwick Ward ist ein annehmbarer Schurke“.
Die Wiener Allgemeine Zeitung widersprach dieser Einschätzung, vor allem bezüglich Meinert. Hier war zu lesen: „Rudolf Meinert gilt als einer der größten deutschen Regisseure. Alle seine Filme sind Kabinettstücke der Schauspielkunst und unter allen ist ‚Wera Mirzewa‘ zweifellos der beste.“.